# Convict Lake
Der Convict Lake (deutsch: Sträflingssee) ist ein See in der Region der Sherwin Range in der Sierra Nevada im US-Bundesstaat Kalifornien. Der See wird von markanten Bergen umrahmt und ist für Freizeitfischer ein beliebtes Ausflugsziel. Er wird durch den Convict Creek entwässert.

## Namensherkunft
Eine aus dem Gefängnis von Carson City entwichene Gruppe Sträflinge wurde von einem Trupp unter Führung von Sheriff Robert Morrison gesucht. Der Trupp traf 1871 am Convict Creek auf die Sträflinge, wobei Morrison getötet wurde; der direkt am See liegende Berg Mount Morrison wurde nach ihm benannt. Der See erhielt seinen Namen ebenfalls aufgrund dieses Vorfalls.

## Trivia
- Der zur Namensgebung führende Vorfall wurde 1951 in dem Film Vergeltung am Teufelssee („The Secret of Convict Lake“) verfilmt.
- Der See diente als Drehort für den Film Star Trek: Der Aufstand.

## Weblinks

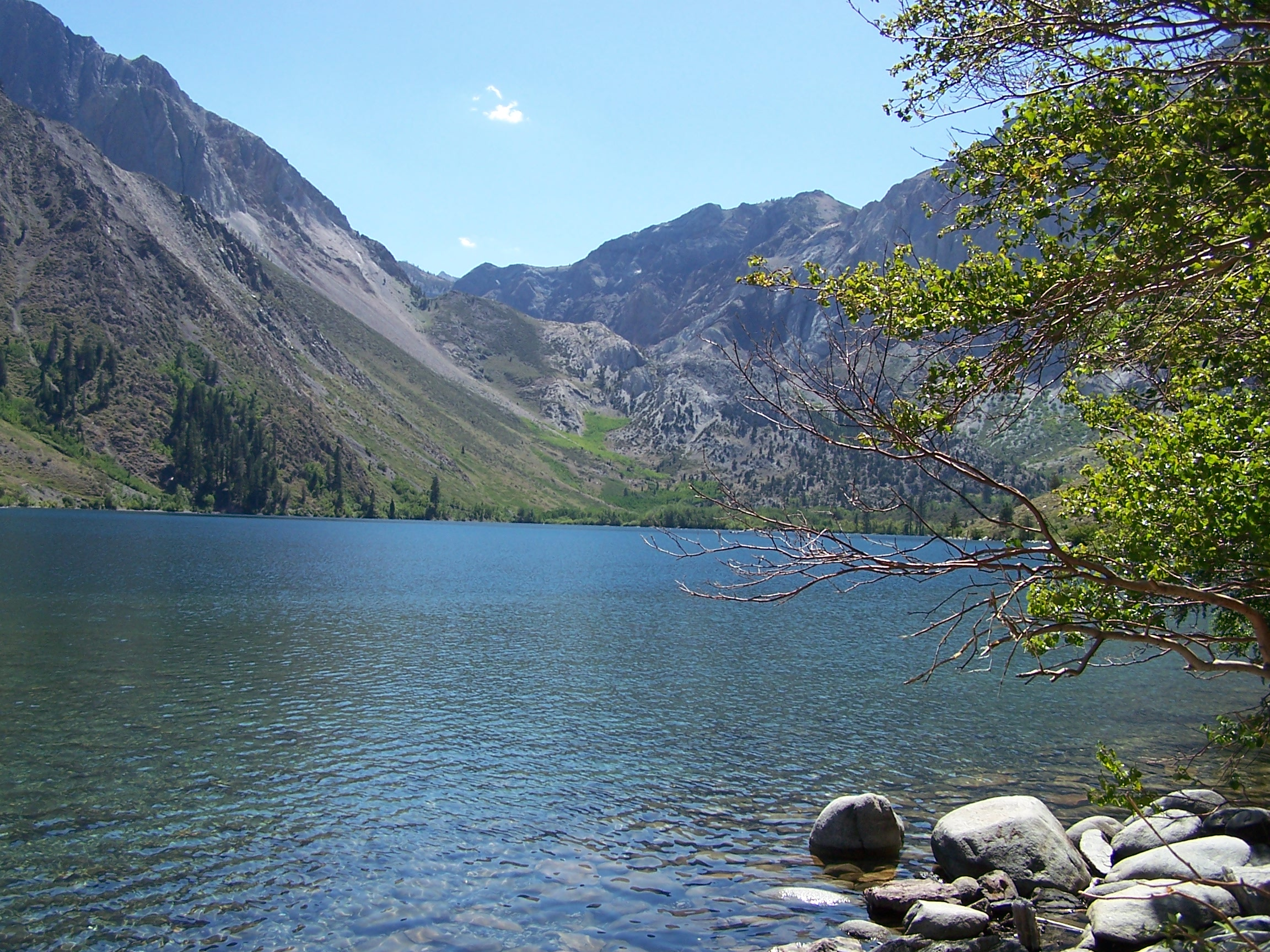
Der Uferbereich im Sommer